# メキシコ割譲地

赤：メキシコ割譲地
橙：ガズデン購入により後にアメリカへ

メキシコ割譲地（メキシコかつじょうち、Mexican Cession）とは、米墨戦争終結に伴うグアダルーペ・イダルゴ条約によりアメリカ合衆国が獲得した現在の南西アメリカの地域の歴史上の名称。1848年にアメリカ合衆国が1500万ドルでメキシコより割譲させ、両国国境はリオ＝グランデ川となった。
1821年にメキシコがスペインからの独立をした時から1848年までの27年間、同地域はメキシコ領であり、その北西部を占めていた。割譲地域の面積は、それまでの全メキシコ領のほぼ2分の1であった。

## 地域
現在のカリフォルニア州（旧カリフォルニア共和国）、ネバダ州、ユタ州全域および以下の地域が含まれる。
- アリゾナ州（後にガズデン購入によって併合した南部地域を除く主要部分）
- コロラド州（旧テキサス共和国の境界以西）
- ニューメキシコ州（ガズデン購入地を除くリオ・グランデ川以西）
- ワイオミング州（旧テキサス共和国の境界以西および北緯42度線以南）

1. ↑  “アメリカ＝メキシコ戦争／米墨戦争”. www.y-history.net. 2025年2月16日閲覧。
2. ↑  “Consulate-General of Japan in Los Angeles” (jp). www.la.us.emb-japan.go.jp. 2025年2月16日閲覧。
3. ↑  日本放送協会. “文字と画像で見る | 世界史”. 高校講座. 2025年2月16日閲覧。
4. ↑  日本放送協会. “文字と画像で見る | 世界史”. 高校講座. 2025年2月16日閲覧。